# Chữ Tạng
Chữ Tạng là một hệ chữ abugida được dùng để viết các ngôn ngữ Tạng như tiếng Tạng, cũng như tiếng Dzongkha, tiếng Sikkim, tiếng Ladakh, và đôi khi tiếng Balti. Dạng chữ Tạng in được gọi là chữ uchen trong khi dạng chữ được sử dụng trong viết tay được gọi là chữ umê.
Chữ Tạng gắn liền với văn hóa người Tạng, và hiện diện tại Tây Tạng, Bhutan, Ấn Độ, Nepal, và Pakistan. Chữ Tạng có nguồn gốc từ chữ Gupta và là tiền thân của chữ Meitei, chữ Lepcha và chữ ʼPhags-pa.

## Lịch sử
Người được cho là đã phát minh ra hệ chữ Tạng là Thonmi Sambhota, vào giữa thế kỷ thứ 7. Thonmi Sambhota, một quan chức của hoàng đế Songtsen Gampo (569–649, lên ngôi năm 618), được giao đi Ấn Độ để học nghệ thuật chữ viết, và khi trở về đã giới thiệu hệ chữ này. Hình dáng của các ký tự chữ Tạng dựa trên chữ Gupta, một hệ chữ gốc Brahmic đương thời.

## Bảng chữ cái cơ bản

### Phụ âm
Chữ Tạng được viết theo chiều từ trái sang phải. Mỗi âm tiết trong một từ được ngăn cách bởi một dấu tsek (་) và vì đa phần các từ tiếng Tạng là đơn âm tiết nên dấu tsek này có chức năng tương đương với dấu cách (giống như tiếng Việt). Do đó chữ Tạng không dùng dấu cách để xen giữa các âm tiết.
Bảng chữ cái Tạng có ba mươi chữ cái cơ bản tương đương với ba mươi phụ âm khác nhau. Tương tự với các hệ chữ thuộc họ Ấn khác, mỗi một chữ cái phụ âm thuộc bảng chữ cái Tạng được gắn kèm với một nguyên âm nội tại (a). Chữ ཨ được sử dụng kèm với các ký hiệu nguyên âm để tạo thành một nguyên âm đứng độc lập.
Hiện nay, tiếng Tạng và một số phương ngữ Tạng có yếu tố thanh điệu, tuy nhiên tiếng Tạng vào thời điểm mới áp dụng bảng chữ cái này là một ngôn ngữ không có yếu tố thanh điệu và vì thế không tồn tại các ký hiệu dùng cho thanh điệu. Dù vậy, vì các thanh điệu được phát triển từ các âm vị đoạn tính nên thông thường người ta có thể dự đoán chính xác được thanh điệu của một từ dựa trên cách viết theo chính tả cổ xưa của từ ấy.
|            | Nguyên âm không bật hơi kèm thanh cao | Nguyên âm không bật hơi kèm thanh cao | Nguyên âm bật hơi kèm thanh trung | Nguyên âm bật hơi kèm thanh trung | Nguyên âm hữu thanh kèm thanh thấp | Nguyên âm hữu thanh kèm thanh thấp | Nguyên âm mũi kèm thanh thấp | Nguyên âm mũi kèm thanh thấp |
|            | Chữ cái                               | IPA                                   | Chữ cái                           | IPA                               | Chữ cái                            | IPA                                | Chữ cái                      | IPA                          |
| ---------- | ------------------------------------- | ------------------------------------- | --------------------------------- | --------------------------------- | ---------------------------------- | ---------------------------------- | ---------------------------- | ---------------------------- |
| Âm vòm mềm | ཀ                                     | /ka/                                  | ཁ                                 | /kʰa/                             | ག                                  | /ɡa/                               | ང                            | /ŋa/                         |
| Âm vòm     | ཅ                                     | /tʃa/                                 | ཆ                                 | /tʃʰa/                            | ཇ                                  | /dʒa/                              | ཉ                            | /ɲa/                         |
| Âm răng    | ཏ                                     | /ta/                                  | ཐ                                 | /tʰa/                             | ད                                  | /da/                               | ན                            | /na/                         |
| Âm môi     | པ                                     | /pa/                                  | ཕ                                 | /pʰa/                             | བ                                  | /ba/                               | མ                            | /ma/                         |
| Âm răng    | ཙ                                     | /tsa/                                 | ཚ                                 | /tsʰa/                            | ཛ                                  | /dza/                              | ཝ                            | /wa/                         |
| thấp       | ཞ                                     | /ʒa/                                  | ཟ                                 | /za/                              | འ                                  | /ɦa/ ⟨ʼa⟩                          | ཡ                            | /ja/                         |
| trung      | ར                                     | /ra/                                  | ལ                                 | /la/                              | ཤ                                  | /ʃa/                               | ས                            | /sa/                         |
| cao        | ཧ                                     | /ha/                                  | ཨ                                 | /a/ ⟨ꞏa⟩                          |                                    |                                    |                              |                              |

1. 1 2 3 4 5 6 7  Các phụ âm này từng có tính hữu thanh. Trong tiếng Tạng hiện đại, các âm này đã bị vô thanh hóa.

### Tổ hợp phụ âm

Các bộ phận của một âm tiết tiếng Tạng. Chữ cái r nằm phía dưới chữ cái gốc g đã bị giản lược. Điều này xảy ra tuơng tự với các chữ cái gắn dưới khác như y và w.

Các chữ cái Tạng có thể được viết dưới dạng đơn, xếp chồng bên trên hoặc nằm bên dưới của một chữ cái gốc để tạo thành một tổ hợp phụ âm.
Một âm tiết tiếng Tạng bao gồm nhiều nhất là bảy bộ phận, trong đó có:
- Chữ cái tiếp đầu chữ cái gốc (prefix);
- Chữ cái gắn trên (superscript);
- Chữ cái gốc (root);
- Chữ cái gắn dưới (subscript), có thể có một hoặc hai chữ cái gắn dưới trong một âm tiết;
- Ký hiệu nguyên âm (vowel), có thể nằm phía trên hoặc phía dưới;
- Chữ cái tiếp vĩ chữ cái gốc (suffix);
- Chữ cái tiếp vĩ thứ hai (second suffix).

### Nguyên âm
Các nguyên âm trong bảng chữ Tạng bao gồm ཨ /a/, ཨི /i/, ཨུ /u/, ཨེ /e/, and ཨོ /o/. Các ký hiệu nguyên âm sẽ được thêm vào chữ cái phụ âm, ví dụ như ཀི /ki/, ཀུ /ku/, ཀེ /ke/, ཀོ /ko/. Dưới đây là bảng các ký hiệu nguyên âm chữ Tạng. Chữ viết Tạng không thể hiện độ dài hay ngắn của một nguyên âm (ngoại trừ trong một số từ mượn tiếng Phạn).
| Ký hiệu | IPA | Ký hiệu | IPA | Ký hiệu | IPA | Ký hiệu | IPA |
| ------- | --- | ------- | --- | ------- | --- | ------- | --- |
| ི        | /i/ | ུ        | /u/ | ེ        | /e/ | ོ        | /o/ |

### Chữ số
| Chữ số Tạng   | ༠    | ༡   | ༢   | ༣   | ༤   | ༥   | ༦   | ༧   | ༨   | ༩   |
| Chữ số Ấn Độ  | ०    | १   | २   | ३   | ४   | ५   | ६   | ७   | ८   | ९   |
| Chữ số Ả Rập  | 0    | 1   | 2   | 3   | 4   | 5   | 6   | 7   | 8   | 9   |
| Phân số Tạng  | ༳    | ༪   | ༫   | ༬   | ༭   | ༮   | ༯   | ༰   | ༱   | ༲   |
| Phân số Ả Rập | -0.5 | 0.5 | 1.5 | 2.5 | 3.5 | 4.5 | 5.5 | 6.5 | 7.5 | 8.5 |

### Dấu câu
| Dấu câu | Tên gọi                  | Công dụng                                |
| ------- | ------------------------ | ---------------------------------------- |
| ༄       | ཡིག་མགོ་ yik go            | ký hiệu ở phần mở đầu một văn bản        |
| ༈       | སྦྲུལ་ཤད་ drül shé          | ký hiệu ở phần mở đầu một tiểu mục       |
| ༉       | བསྐུར་ཡིག་མགོ་ kur yik go    | đánh số trong danh sách (tiếng Dzongkha) |
| ་       | ཚེག་ tsek                 | ký hiệu ngăn cách các hình vị            |
| །       | ཚིག་གྲུབ་ tsik drup         | tương đương với dấu chấm hết câu         |
| ༎       | དོན་ཚན་ dön tsen          | ký hiệu kết thúc một mục                 |
| ༴       | བསྡུས་རྟགས་ dü tak          | ký hiệu lặp lại                          |
| ༺       | གུག་རྟགས་གཡོན་ guk tak yön  | ký hiệu ngoặc bên trái                   |
| ༻       | གུག་རྟགས་གཡས་ guk tak yé   | ký hiệu ngoặc bên phải                   |
| ༼       | ཨང་ཁང་གཡོན་ ang khang yön | ký hiệu ngoặc bên trái có mái che        |
| ༽       | ཨང་ཁང་གཡས་ ang khang yé  | ký hiệu ngoặc bên phải có mái che        |

## Một số biến thể của chữ Tạng dùng trong ngôn ngữ khác

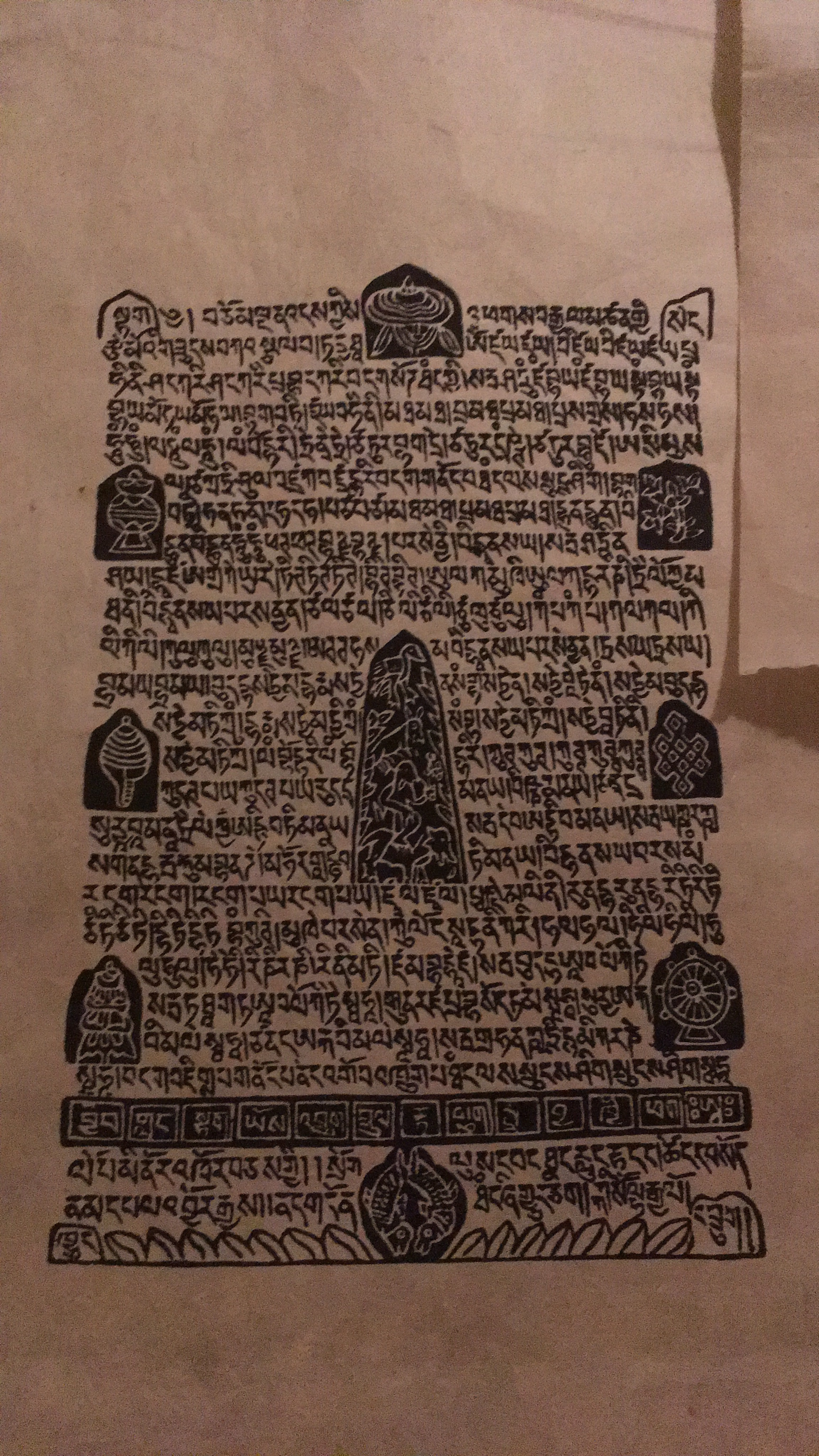
Một văn bản tiếng Phạn được viết bằng chữ Tạng. Trích từ bộ sưu tập hiện vật cá nhân của Donald Weir.

### Biến thể của một số chữ cái phụ âm
| Chữ cái | Ngôn ngữ sử dụng | Latinh hóa (IPA) |
| ------- | ---------------- | ---------------- |
| ཫ       | tiếng Balti      | qa /q/           |
| ཬ       | tiếng Balti      | ɽa /ɽ/           |
| ཁ༹       | tiếng Balti      | xa /χ/           |
| ག༹       | tiếng Balti      | ɣa /ʁ/           |
| ཕ༹       | tiếng Hán        | fa /f/           |
| བ༹       | tiếng Hán        | va /v/           |
| གྷ       | tiếng Phạn       | gha /ɡʱ/         |
| ཛྷ       | tiếng Phạn       | jha /ɟʱ, d͡ʒʱ/    |
| ཊ       | tiếng Phạn       | ṭa /ʈ/           |
| ཋ       | tiếng Phạn       | ṭha /ʈʰ/         |
| ཌ       | tiếng Phạn       | ḍa /ɖ/           |
| ཌྷ       | tiếng Phạn       | ḍha /ɖʱ/         |
| ཎ       | tiếng Phạn       | ṇa /ɳ/           |
| དྷ       | tiếng Phạn       | dha /d̪ʱ/         |
| བྷ       | tiếng Phạn       | bha /bʱ/         |
| ཥ       | tiếng Phạn       | ṣa /ʂ/           |
| ཀྵ       | tiếng Phạn       | kṣa /kʂ/         |

- Trong tiếng Balti, các chữ cái ཀ ར (ka, ra) khi lật ngược lại theo trục dọc của nó tạo thành các chữ cái ཫ ཬ (qa, ɽa).
- Các phụ âm đầu lưỡi vòm cứng như ṭa, ṭha, ḍa, ṇa, ṣa trong tiếng Phạn được biểu diễn bằng ཊ ཋ ཌ ཎ ཥ, có được khi lật ngược theo trục dọc tương ứng các chữ cái ta, tha, da, na và sha (ཏ ཐ ད ན ཤ).

### Biến thể của một số ký hiệu nguyên âm
| Ký hiệu nguyên âm | Ngôn ngữ sử dụng | Latinh hóa và IPA |
| ----------------- | ---------------- | ----------------- |
| ཱ                  | tiếng Phạn       | ā /aː/            |
| ཱི                  | tiếng Phạn       | ī /iː/            |
| ཱུ                  | tiếng Phạn       | ū /uː/            |
| ཻ                  | tiếng Phạn       | ai /ai/           |
| ཽ                  | tiếng Phạn       | au /au/           |
| ྲྀ                  | tiếng Phạn       | ṛ /r̩/             |
| ཷ                  | tiếng Phạn       | ṝ /r̩ː/            |
| ླྀ                  | tiếng Phạn       | ḷ /l̩/             |
| ཹ                  | tiếng Phạn       | ḹ /l̩ː/            |
| ཾ                  | tiếng Phạn       | aṃ /◌̃/            |
| ྃ                  | tiếng Phạn       | aṃ /◌̃/            |
| ཿ                  | tiếng Phạn       | aḥ /h/            |

### Các ký tự / dấu điều chỉnh
| Ký tự / dấu | Tên gọi           | Ngôn ngữ sử dụng | Công dụng                                    |
| ----------- | ----------------- | ---------------- | -------------------------------------------- |
| ྄            | བསྐུར་ཡིག་མགོ་ sok mé | tiếng Phạn       | triệt tiêu nguyên âm nội tại của một chữ cái |
| ྅           | paluta            | tiếng Phạn       | kéo dài nguyên âm                            |

## Phương pháp chuyển tự và Latinh hóa
Chuyển tự và và Latinh hóa là hai cách để phiên âm và đưa chữ Tạng về dạng chữ Latinh. Dù có nhiều phương pháp chuyển tự và Latinh hóa đã được đề xuất, không có phương pháp nào biểu diễn được chính xác cách phát âm của một từ. Dưới đây là bảng bao gồm các chữ cái Tạng bên cạnh đề xuất của phương pháp chuyển tự Wylie (W) và phiên âm tương ứng theo các hệ thống bính âm tiếng Tạng (TP), bảng chữ cái ngữ âm tiếng Dzongkha (DP), hệ thống Latinh hóa ALA-RC (A) và phiên âm giản thể THL.
| Chữ cái                                       | W    | TP | DP   | A    | THL  | Chữ cái | W    | TP | DP   | A    | THL | Chữ cái | W    | TP | DP    | A    | THL  | Chữ cái | W   | TP | DP  | A   | THL |
| --------------------------------------------- | ---- | -- | ---- | ---- | ---- | ------- | ---- | -- | ---- | ---- | --- | ------- | ---- | -- | ----- | ---- | ---- | ------- | --- | -- | --- | --- | --- |
| ཀ                                             | ka   | g  | ka   | ka   | ka   | ཁ       | kha  | k  | kha  | kha  | kha | ག       | ga*  | k* | kha*  | ga*  | ga*  | ང       | nga | ng | nga | nga | nga |
| ཅ                                             | ca   | j  | ca   | ca   | cha  | ཆ       | cha  | q  | cha  | cha  | cha | ཇ       | ja*  | q* | cha*  | ja*  | ja*  | ཉ       | nya | ny | nya | nya | nya |
| ཏ                                             | ta   | d  | ta   | ta   | ta   | ཐ       | tha  | t  | tha  | tha  | ta  | ད       | da*  | t* | tha*  | da*  | da*  | ན       | na  | n  | na  | na  | na  |
| པ                                             | pa   | b  | pa   | pa   | pa   | ཕ       | pha  | p  | pha  | pha  | pa  | བ       | ba*  | p* | pha*  | ba*  | ba*  | མ       | ma  | m  | ma  | ma  | ma  |
| ཙ                                             | tsa  | z  | tsa  | tsa  | tsa  | ཚ       | tsha | c  | tsha | tsha | tsa | ཛ       | dza* | c* | tsha* | dza* | dza* | ཝ       | wa  | w  | wa  | wa  | wa  |
| ཞ                                             | zha* | x* | sha* | zha* | zha* | ཟ       | za*  | s* | sa*  | za*  | za* | འ       | 'a   | -  | a     | 'a   | a    | ཡ       | ya  | y  | ya  | ya  | ya  |
| ར                                             | ra   | r  | ra   | ra   | ra   | ལ       | la   | l  | la   | la   | la  | ཤ       | sha  | x  | sha   | sha  | sha  | ས       | sa  | s  | sa  | sa  | sa  |
| ཧ                                             | ha   | h  | ha   | ha   | ha   | ཨ       | a    | a  | a    | a    | a   |         |      |    |       |      |      |         |     |    |     |     |     |
| * – Chỉ phiên âm như trên đối với các từ mượn |      |    |      |      |      |         |      |    |      |      |     |         |      |    |       |      |      |         |     |    |     |     |     |

## Unicode
| Bảng Unicode chữ Tạng Official Unicode Consortium code chart: Tibetan Version 13.0 |   |   |   |   |   |   |   |   |   |   |   |   |      |   |   |   |
|                                                                                    | 0 | 1 | 2 | 3 | 4 | 5 | 6 | 7 | 8 | 9 | A | B | C    | D | E | F |
| U+0F0x                                                                             | ༀ | ༁ | ༂ | ༃ | ༄ | ༅ | ༆ | ༇ | ༈ | ༉ | ༊ | ་ | ༌ NB | ། | ༎ | ༏ |
| U+0F1x                                                                             | ༐ | ༑ | ༒ | ༓ | ༔ | ༕ | ༖ | ༗ | ༘  | ༙  | ༚ | ༛ | ༜    | ༝ | ༞ | ༟ |
| U+0F2x                                                                             | ༠ | ༡ | ༢ | ༣ | ༤ | ༥ | ༦ | ༧ | ༨ | ༩ | ༪ | ༫ | ༬    | ༭ | ༮ | ༯ |
| U+0F3x                                                                             | ༰ | ༱ | ༲ | ༳ | ༴ | ༵  | ༶ | ༷  | ༸ | ༹  | ༺ | ༻ | ༼    | ༽ | ༾  | ༿  |
| U+0F4x                                                                             | ཀ | ཁ | ག | གྷ | ང | ཅ | ཆ | ཇ |   | ཉ | ཊ | ཋ | ཌ    | ཌྷ | ཎ | ཏ |
| U+0F5x                                                                             | ཐ | ད | དྷ | ན | པ | ཕ | བ | བྷ | མ | ཙ | ཚ | ཛ | ཛྷ    | ཝ | ཞ | ཟ |
| U+0F6x                                                                             | འ | ཡ | ར | ལ | ཤ | ཥ | ས | ཧ | ཨ | ཀྵ | ཪ | ཫ | ཬ    |   |   |   |
| U+0F7x                                                                             |   | ཱ  | ི  | ཱི  | ུ  | ཱུ  | ྲྀ  | ཷ  | ླྀ  | ཹ  | ེ  | ཻ  | ོ     | ཽ  | ཾ  | ཿ  |
| U+0F8x                                                                             | ྀ  | ཱྀ  | ྂ  | ྃ  | ྄  | ྅ | ྆  | ྇  | ྈ | ྉ | ྊ | ྋ | ྌ    | ྍ  | ྎ  | ྏ  |
| U+0F9x                                                                             | ྐ  | ྑ  | ྒ  | ྒྷ  | ྔ  | ྕ  | ྖ  | ྗ  |   | ྙ  | ྚ  | ྛ  | ྜ     | ྜྷ  | ྞ  | ྟ  |
| U+0FAx                                                                             | ྠ  | ྡ  | ྡྷ  | ྣ  | ྤ  | ྥ  | ྦ  | ྦྷ  | ྨ  | ྩ  | ྪ  | ྫ  | ྫྷ     | ྭ  | ྮ  | ྯ  |
| U+0FBx                                                                             | ྰ  | ྱ  | ྲ  | ླ  | ྴ  | ྵ  | ྶ  | ྷ  | ྸ  | ྐྵ  | ྺ  | ྻ  | ྼ     |   | ྾ | ྿ |
| U+0FCx                                                                             | ࿀ | ࿁ | ࿂ | ࿃ | ࿄ | ࿅ | ࿆  | ࿇ | ࿈ | ࿉ | ࿊ | ࿋ | ࿌    |   | ࿎ | ࿏ |
| U+0FDx                                                                             | ࿐ | ࿑ | ࿒ | ࿓ | ࿔ | ࿕ | ࿖ | ࿗ | ࿘ | ࿙ | ࿚ |   |      |   |   |   |
| U+0FEx                                                                             |   |   |   |   |   |   |   |   |   |   |   |   |      |   |   |   |
| U+0FFx                                                                             |   |   |   |   |   |   |   |   |   |   |   |   |      |   |   |   |
| Ghi chú: U+0F77 và U+0F79 không còn sử dụng trong Unicode 5.2 và về sau            |   |   |   |   |   |   |   |   |   |   |   |   |      |   |   |   |